# World Series Baseball '96 (jeu vidéo, Mega Drive)
Pour les articles homonymes, voir World Series Baseball '96.
 (juin 2020).
Si vous disposez d'ouvrages ou d'articles de référence ou si vous connaissez des sites web de qualité traitant du thème abordé ici, merci de compléter l'article en donnant les références utiles à sa vérifiabilité et en les liant à la section « Notes et références ».
World Series Baseball '96 est un jeu vidéo de baseball sorti le 16 juillet 1996 en Amérique du Nord sur Mega Drive. Le jeu a été développé par BlueSky Software puis édité par Sega.